# Proclitus floridanus
Proclitus floridanus là một loài tò vò trong họ Ichneumonidae.